# Jungferweiher
Der Jungferweiher ist ein Stausee in der Eifel bei der Kleinstadt Ulmen im Landkreis Cochem-Zell in Rheinland-Pfalz.

## Beschreibung

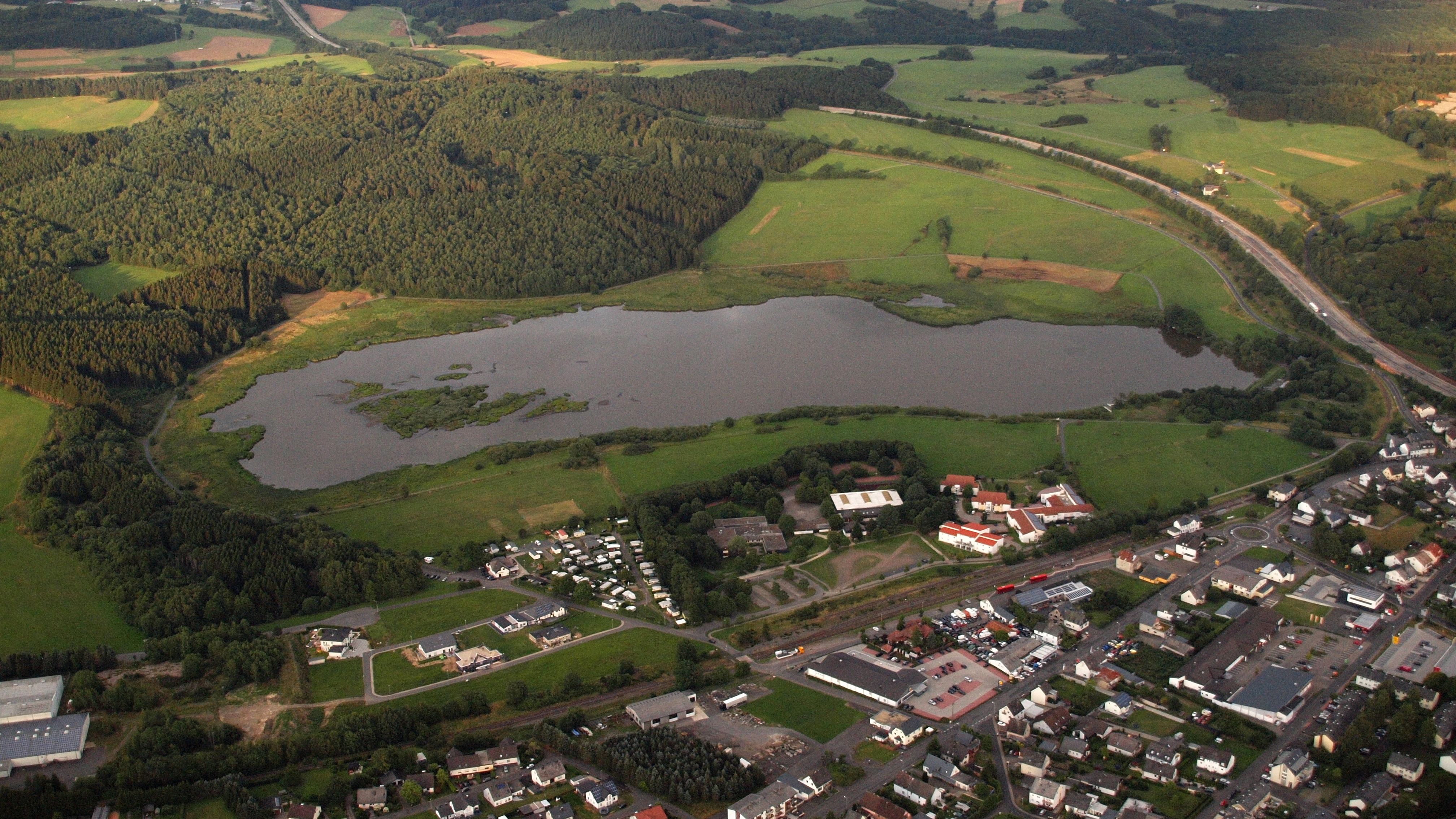
Luftaufnahme (2015)

Der Jungferweiher ist ein seit 1942 wieder geflutetes Trockenmaar, dessen Abfluss in das wenig südlich gelegene Ulmener Maar und von dort über den Nollenbach in den Üßbach gelangt.
Der See hat eine Fläche von circa 23 Hektar, eine Tiefe von etwa 0,8 Metern, sein Spiegel steht auf etwa 430 m ü. NHN. Er erstreckt sich von Nord nach Süd etwa 0,9 km weit, quer dazu ist er bis zu 0,3 km breit. Im Westen und Süden sind die ersten Häuser von Ulmen weniger als zweihundert Meter entfernt.
Das Naturschutzgebiet (NSG) Jungferweiher umfasst den nördlichen und östlichen Teil des Sees und anliegende Feuchtflächen, hat eine Größe von 33 Hektar und besteht seit dem Jahre 2000.
Das Vogelschutzgebiet Jungferweiher besteht seit 2006, die Größe beträgt 45 Hektar.
Der Schutzzweck des NSG ist die Erhaltung des „Jungferweiher“ mit seinen Wasser- und Sumpfflächen als Standort seltener Pflanzen sowie als Brut- und Rastgebiet zahlreicher seltener Vogelarten aus wissenschaftlichen Gründen.
Am Südrand des Jungferweiher verlaufen vor dem Ulmener Maar die Bundesautobahn 48, die dort als Europastraße 44 ausgewiesen ist, die Kreisstraße 1 (Landkreis Cochem-Zell) und die Strecke der Eifelquerbahn.